# Rubież (rejon klecki)
Rubież (biał. Рубеж, Rubież; ros. Рубеж, Rubież) – wieś na Białorusi, w obwodzie mińskim, w rejonie kleckim, w sielsowiecie Czerwona Gwiazda, nad Łanią.
Współcześnie w skład miejscowości wchodzi także dawny zaścianek Horka Wielka.

## Historia
W dwudziestoleciu międzywojennym miejscowości leżały w Polsce, w województwie nowogródzkim, w powiecie nieświeskim, w gminie Zaostrowiecze. Demografia w 1921 przedstawiała się następująco:
|                        | Liczba mieszkańców | Budynki | Narodowość  | Narodowość | Narodowość        | Wyznanie    | Wyznanie   | Wyznanie |
| Polacy                 | Liczba mieszkańców | Budynki | Białorusini | Żydzi      | rzymskokatolickie | prawosławne | mojżeszowe |          |
| ---------------------- | ------------------ | ------- | ----------- | ---------- | ----------------- | ----------- | ---------- | -------- |
| wieś Rubież            | 466                | 85      | –           | 444        | 22                | –           | 444        | 22       |
| folwark Horka          | 13                 | 2       | 5           | 8          | –                 | 7           | 6          | –        |
| zaścianek Horka Wielka | 63                 | 11      | 53          | 2          | 8                 | 53          | 2          | 8        |

Po II wojnie światowej w granicach Związku Sowieckiego. Od 1991 w niepodległej Białorusi.